# بريدجيت مالكوم
بريدجيت مالكوم (بالإنجليزية: Bridget Malcolm)‏ هي عارضة أسترالية، ولدت في نوفمبر 1992 في برث في أستراليا.

## روابط خارجية
- بريدجيت مالكوم على موقع IMDb (الإنجليزية)
- بريدجيت مالكوم على موقع دليل عارضات الأزياء (الإنجليزية)